# Wolwal Tengah
Wolwal Tengah is een bestuurslaag in het regentschap Alor van de provincie Oost-Nusa Tenggara, Indonesië. Wolwal Tengah telt 824 inwoners (volkstelling 2010).